# Digitron
Digitron je hrvatska tvrtka iz Buja čiji je naziv tijekom 70-ih, 80-ih i 90-ih godina 20. stoljeća u bivšoj Jugoslaviji bio eponim za džepno računalo (kalkulator). Tvrtka Digitron je bila prva europska tvrtka koja je 1971. proizvela džepno računalo DB 800, koristeći integrirane krugove TI. Firma je uz džepne kalkulatore radila i stolne kalkulatore s pisačima, popularne zbrajalice, registar blagajne, vage, te namjensku elektroniku.

## Poznata džepna računala Digitron
Zaslon LED:
- Digitron DB 800 - 1971/ 72.
- Digitron DB 801
- Digitron DB 802
- Digitron DB 803 (2 verzije)
- Digitron DB 805
- Digitron DB 806
- Digitorn DB 813
- Digitron DB 811 SR 11 (2 verzije)
- Digitron DB 812 (2 verzije)
- Digitron DB 1000
- Digitron DB 1010 SC 12 (sci)
- Digitron DB 1091 SC 55 (sci, trig)

Fluozaslon:
- Digitron DB 806
- Digitron DB 812

LCD:
- Digitron LC-X1 (2 verzije)
- Digitron LC-Y1 (sci, trig)

## Vanjske povezice
- Službene stranice tvrtke Digitron
- Muzej starih računala u Rijeci